# 海尼夫拉省
32°56′22″N 5°40′03″W / 32.93944°N 5.66750°W
海尼夫拉省（阿拉伯语：‎），是摩洛哥的省份，位於該國北部，由貝尼邁拉勒-海尼夫拉大區負責管轄，首府設於海尼夫拉，面積1,232平方公里，2014年人口371,145，人口密度每平方公里301人。